# Zoothera
A Zoothera a madarak (Aves) osztályának verébalakúak (Passeriformes) rendjébe, ezen belül a rigófélék (Turdidae) családjába tartozó nem.

## Rendszerezés
A nemet Nicholas Aylward Vigors 1832-ben, az alábbi fajok tartoznak ide:
- Dixon-földirigó (Zoothera dixoni)
- nepáli földirigó (Zoothera mollissima)
- himalájai erdei rigó (Zoothera salimalii[1]
- szecsuáni földirigó (Zoothera griseiceps[1] vagy Zoothera mollissima griseiceps)[2]
- galléros rigó (Zoothera monticola)
- celebeszi földirigó (Zoothera heinrichi[1] vagy Geomalia heinrichi)[2]
- sötétoldalú földirigó (Zoothera marginata)
- Everett-földirigó (Zoothera everetti)
- Androméda-földirigó (Zoothera andromedae)
- White-földirigó (Zoothera aurea)
- himalájai földirigó (Zoothera dauma)
- Horsfield-földirigó (Zoothera horsfieldi vagy Zoothera dauma horsfieldi)
- nilgiri földirigó (Zoothera neilgherriensis)
- Srí lankai földirigó (Zoothera imbricata)
- amami földirigó (Zoothera major)
- bonini földirigó (Zoothera terrestris) – kihalt
- Guadalcanal-szigeti földirigó (Zoothera turipavae)
- Makira-szigeti földirigó (Zoothera margaretae)
- Zoothera heinei
- Tanimbar-szigeteki földirigó (Zoothera machiki)
- tasmán földirigó (Zoothera lunulata)
- Bismarck-szigeteki földirigó (Zoothera talaseae)